# Victor Marcus
Victor Wilhelm Marcus (* 9. Juli 1849 in Köln; † 17. November 1911 in Weißer Hirsch bei Dresden) war ein Senator und Bürgermeister in Bremen.

## Biografie
Marcus war der Sohn eines Stadtrats, der mit einer Engländerin verheiratet war. Er studierte ab 1866 Rechtswissenschaften an der Universität Bonn und der Universität Berlin und promovierte zum Dr. jur. In Bonn wurde er 1867 Corpsschleifenträger der Hansea Bonn. Er leistete zwischenzeitlich und danach seinen Militärdienst und kämpfte 1870/71 im Deutsch-Französischen Krieg. Er machte in Berlin Anfang 1870 das Erste und 1876 das Zweite juristische Examen und wurde Gerichtsassessor.
Im November 1876 erhielt Marcus die Stelle eines Syndikus bei der Handelskammer Bremen. Er unterstützte die Weserkorrektion und den Bau des Freihafens I (heute Europahafen), mit deren Bau 1887 begonnen wurde. Die Handelskammer betrieb 1884 durch ihn die Gründung des Bremer Rhedervereins, deren erster Schriftführer er war. 1887 wurde er Senator der Stadt Bremen. Zuständig war er vorrangig für Handel, Zollangelegenheiten und Schifffahrt sowie aber auch für die Beziehungen zum Reich. Er war Mitglied verschiedener Deputationen und führte mehrere Behörden. 1907 und 1909 wurde er zum Bürgermeister der Freien Hansestadt Bremen berufen. Die Stadtverschönerung und den Bau des Neuen Rathauses begleitete er aktiv.

## Stiftungen
- Anlässlich  der Nordwestdeutschen Gewerbe- und Industrieausstellung stiftete er 1883 für die neuen Anlagen von Bürgerpark und Stadtwald den 1889 errichteten Marcus-Brunnen.
- In einer Wandnische des Senatszimmers im Bremer Ratskeller steht die von Marcus gestiftete Plastik Die Bremer Stadtmusikanten.
- Für den Unser-Lieben-Frauen-Kirchhof stiftete er 1908 einen weiteren Marcus-Brunnen.
- Die Statue Heiliger Michael vor der St.-Michaelis-Kirche wurde von ihm gestiftet, sie steht heute vor dem Rosenhof der Egestorff-Stiftung.

## Initiator der Lesehalle Bremen
Marcus war 1900 der Hauptinitiator des Vereins Lesehalle in Bremen, der 1902 die erste öffentliche Volksbibliothek am Ansgarikirchhof eröffnete. Marcus stiftete dabei aus seinem Privatvermögen sowohl das Haus als auch die Einrichtung. Auch in den Folgejahren unterstützte er die Lesehalle immer wieder mit hohen Summen; 1906 finanzierte er auch den notwendig gewordenen Anbau. Testamentarisch hinterließ er der Lesehalle den sog. Marcusfonds mit 1/2 Millionen ℳ, dessen Zinsertrag die Lesehalle in den Inflationsjahren noch bis 1923 absicherte.

## Ehrungen
- Die Marcusallee am Rhododendron-Park Bremen in Horn-Lehe wurde 1922 nach ihm benannt.
- In der Zentralbibliothek der Stadtbibliothek Bremen erinnert heute der Victor-Marcus-Raum an den Gründungsvater.

## Werke
- Freihandel, auch ohne Reciprocität! Handelspolitische Studie. Schünemann Verlag, Bremen 1879.
- Die Seehäfen im heutigen Weltverkehr. Vortrag gehalten in der Volkswirtschaftlichen Gesellschaft zu Berlin am 30. Januar 1886. Volkswirtschaftliche Gesellschaft zu Berlin, Berlin 1886.